# Маричнигг, Гюнтер
Гюнтер Маричнигг (нем. Günther Maritschnigg; 7 ноября 1933, Бохум, Вестфалия — 22 января 2013, Виттен, Северный Рейн-Вестфалия) — западногерманский борец классического и вольного стилей, серебряный призёр Игр в Риме (1960).

## Спортивная карьера
Подростком тренировался в спортивном клубе «Брамбауер». Получив специальность автомеханика, он стал выступать за клуб «Вестрефильде», а затем — за спортивное общество Виттен-Аннен, представленное в борцовской бундеслиге. Боролся главным образом в греко-римском стиле. Свой первый и единственный чемпионат Германии он выиграл в 1959 году в возрасте 26 лет, выступая в полусреднем весе. Это дало ему право выступить в составе объединённой команды Германии на летних Олимпийских играх в Риме (1960), где он завоевал серебряную медаль во втором полусреднем весе.
На чемпионате мира 1961 года в Иокогаме выступал сразу в двух стилях. В вольном стиле стал 7-м, а в греко-римской борьбе 5-м. Дважды становился серебряным призёром чемпионатов ФРГ (1961 и 1965).